# Veliki hadronski sudarač
Veliki hadronski sudarač (LHC) je najveći i najsnažniji akcelerator čestica na svetu. Izgrađen je sa ciljem da da odgovore na neka od najfundamentalnijih pitanja iz oblasti fizike, i približi najtemeljnije zakone prirode ljudskim shvatanjima.
LHC je smešten u kružnom tunelu obima 27 kilometara, na dubini od 175 metara ispod francusko-švajcarske granice, u blizini Ženeve. Ovaj sinhrotron je projektovan za kontrolisano sudaranje dva snopa čestica koji se kreću u suprotnim smerovima. Čestice koje se koriste za formiranje ovih snopova mogu biti protoni (sa energijom od 7 teraelektronvolti po čestici) ili jezgra atoma olova (574 teraelektronvolti po jezgru). Hadronima se naziva skup čestica koje su izgrađene od kvarkova.
LHC je izgrađen pod okriljem Evropske organizacije za nuklearna istraživanja (CERN), sa namerom da se ispitaju mnogobrojne pretpostavke i predviđanja koje je postavila fizika elementarnih čestica, uključujući postojanje hipotetičkog Higsovog bozona i velikog broja novih čestica koje predviđa teorija supersimetrije. U izgradnji i finansiranju učestvuje oko 10.000 naučnika i inžinjera iz preko 100 zemalja, kao i više stotina univerziteta i laboratorija.
10. septembra 2008. godine, prvi snopovi protona uspešno su počeli da cirkulišu kroz glavni prsten LHC-a, ali je devet dana kasnije rad obustavljen zbog ozbiljne havarije. Ponovno puštanje u rad usledilo je 20. novembra 2009. godine, a samo tri dana kasnije zabeleženi su prvi sudari protona pri energijama od 450 gigaelektronvolti (GeV). Nakon zimske pauze 2009. godine, LHC je nastavio sa radom i tada je uspešno obavljeno podizanje energije snopa na 3,5 teraelektronvolti (TeV), što je jednako polovini projektovane energije postrojenja. 30. marta 2010. godine obavljeni su prvi sudari snopova sa energijama od 3,5 TeV po snopu, čime je postavljen novi svetski rekord u energiji oslobođenoj pri sudaru čestica koje je izveo čovek.

## Namena
Fizičari se nadaju da će LHC biti od pomoći u pronalaženju odgovora na najfundamentalnija pitanja fizike, među kojima su: osnovni zakoni koji definišu interakcije i sile između elementarnih čestica, struktura prostora i vremena, posebno u domenu preseka kvantne mehanike i opšte relativnosti, gde su trenutne teorije i znanja u međusobnom neskladu. U glavna pitanja iz tog domena spadaju:
- Da li Higsov mehanizam, koji elementarnim česticama daje svojstvo mase, zaista postoji u prirodi? Pretpostavlja se da će sudarač potvrditi ili opovrgnuti postojanje Higsovog bozona, i na taj način kompletirati ili oboriti standardni model.[14][15][16][17]

- Da li supersimetrija, kao proširenje standardnog modela i Poankarove simetrije, postoji u prirodi, ukazujući tako da sve poznate čestice imaju svoje supersimetrične partnere?[18][19][20]

- Postoje li dodatne dimenzije, koje predviđa teorija struna, i da li ih možemo detektovati?[21][22]

- Kakva je priroda tamne materije, koja čini 23% energetske gustine univerzuma.

U ostala pitanja se ubrajaju:
- Da li su elektromagnetizam, jaka nuklearna sila i slaba nuklearna sila samo posebni vidovi jedne jedinstvene sile, kao što predviđaju razne teorije.
- Zašto je gravitacija za toliko redova veličina slabija u odnosu na preostale tri fundamentalne sile.
- Postoje li dodatni uzroci mešanja aroma kvarkova, ne računajući one koji su već predviđeni standardnim modelom?
- Zašto postoje prividna odstupanja od simetrije između materije i antimaterije?
- Kakva je bila priroda kvark-gluonske plazme u ranoj fazi postojanja univerzuma. Ovo će biti predmet ispitivanja koje će se obavljati prilikom sudaranja teških jona u ALICE detektoru.

## Dizajn
LHC je najveći i najsnažniji akcelerator čestica na svetu. Smešten je u kružni tunel, obima 27 kilometara, na dubini između 50 i 175 metara ispod površine zemlje. Betonski tunel, širine 3,8 metara, izgrađen je u periodu između 1983 i 1988 godine. Prethodno je u njemu bio smešten Veliki elektronsko-pozitronski sudarač. Tunel preseca švajcarsko-francusku granicu u četiri tačke, dok se najveći deo tunela svojom dužinom nalazi u Francuskoj. U objekte na površini smeštena su pomoćna postrojenja kao što su kompresori, ventilaciona oprema, kontrolna elektronika i rashladna postrojenja.
Kroz tunel sudarača prolaze dve susedne cevi za snopove koje se ukrštaju u četiri tačke, dok se snopovi kreću u suprotnim smerovima. Kružne putanje ovih snopova se održavaju pomoću 1.232 dvopolnih magneta, dok se 392 četvoropolna magneta koriste za fokusiranje snopova, čime se povećavaju šanse za interakciju između čestica u tačkama ukrštanja snopova. Instalirano je preko 1.600 superprovodnih magneta, od kojih većina ima težinu od oko 27 tona. Za održavanje radne temperature magneta, koja iznosi -271.25 °C, potrebno je približno 96 tona tečnog helijuma, što LHC čini najvećim kriogenim postrojenjem na svetu.
Jednom ili dva puta dnevno, kako protonima energija bude ubrzavanjem povećavana od 450 GeV do 7 TeV, polja superprovodnih dvopolnih magneta biće pojačavana od 0,54 do 8,3 tesle (T). Svaki od protona posedovaće energiju od 7 TeV, što će rezultovati sabiranjem ovih energija prilikom sudara, i ona će iznositi 14 TeV. Na ovim energijama Lorencov faktor iznosiće oko 7.500, i oni će se kretati brzinama od oko 0.999999991 c, ili oko 3 metra u sekundi sporije od brzine svetlosti (c). Protonima će trebati manje od 90 mikrosekundi (μs) da obiđu jedan krug kroz prsten, tj. obilaziće 11.000 krugova kroz prsten u sekundi. Snopovi neće imati kontinualnu formu, već će biti izdeljeni u 2.808 grupa, tako da će do interakcija dolaziti u diskretnim intervalima, na svakih 25 nanosekundi. Prilikom prvog puštanja u rad broj ovih grupa će biti nešto manji, čime će intervali presecanja grupa snopova biti povećani na 75 nanosekundi. Projektovana luminencija LHC-a iznosi 1034 cm−2s−1, čime će biti obezbeđena učestanost sudara snopova od 40 MHz.
Pre uvođenja u glavni akcelerator, čestice će proći kroz lanac podsistema koji će im kaskadno povećavati energiju. Prvi podsistem je linearni akcelerator čestica LINAC 2, koji će generisati protone sa energijama od 50 MeV. Protoni će dalje biti uvođeni u protonski sinhrotron buster (PSB), gde će se ubrzavati do energija od 1.4 GeV, i prosleđivati protonskom sinhrotronu (PS) koji će im povećavati brzinu do energija od 26 GeV. Na kraju, super-protonski sinhrotron će imati zadatak da protonima poveća energiju na 450 GeV, pre nego što budu uvedeni u glavni prsten (tokom perioda od 20 minuta). U glavnom prstenu, grupe protonskih snopova će biti akumulirane i ubrzavane (tokom perioda od 20 minuta) do vršnih energija od 7 TeV, a zatim će u periodu od 10 do 24 sata cirkulisati kroz prsten, dok će na presečnim tačkama dolaziti do sudara grupa snopova.
Program rada LHC-a je pretežno baziran na protonsko-protonskim sudarima. Ipak, tokom jednog meseca u godini, predviđeni su eksperimenti sa sudarima teških jona. Cilj ovih eksperimenata je proučavanje kvark-gluonske plazme, koja je postojala u ranoj fazi postojanja univerzuma.